# Clasificación para los Juegos Olímpicos de Melbourne 1956
La Clasificación para los Juegos Olímpicos de Melbourne 1956 fue el primer torneo clasificatorio para el Torneo Olímpico de Fútbol. 

## Cupos
Los Cupos Fueron repartidos de esta manera:
Clasificados automáticamente: 
- Australia (Anfitrión)
- Polonia
- Turquía
- Equipo Alemán Unificado (Posteriormente Alemania Federal)

Europa: 4 Cupos disputados por 8 equipos. (Incluido Israel)
África: 1 Cupo disputado por 2 equipos.
Asia: 6 Cupos disputados por 12 equipos.
América: 1 Cupo disputado por 2 equipos.

## Europa
| Equipo 1        | Agr. | Equipo 2             | Ida | Vuelta |
| --------------- | ---- | -------------------- | --- | ------ |
| Bulgaria        | 5–3  | Reino Unido          | 2–0 | 3–3    |
| Yugoslavia      | w/o  | Rumania              | —   | —      |
| Hungría         | w/o  | Alemania Democrática | —   | —      |
| Unión Soviética | 7–1  | Israel               | 5–0 | 2–1    |

## África
| Equipo 1 | Agr. | Equipo 2 | Ida | Vuelta |
| -------- | ---- | -------- | --- | ------ |
| Etiopía  | 3–9  | Egipto   | 1–4 | 2–5    |

## Asia
| Equipo 1        | Agr. | Equipo 2      | Ida | Vuelta |
| --------------- | ---- | ------------- | --- | ------ |
| Vietnam del Sur | 9–5  | Camboya       | 5–2 | 4–3    |
| Irán            | n/p  | Afganistán    | —   | —      |
| India           | bye  | Tailandia     | —   | —      |
| Japón           | 2–2  | Corea del Sur | 2–0 | 0–2    |
| China           | w/o  | Filipinas     | —   | —      |
| Indonesia       | w/o  | Taiwán        | —   | —      |

## América
| Equipo 1       | Agr. | Equipo 2 | Ida | Vuelta |
| -------------- | ---- | -------- | --- | ------ |
| Estados Unidos | w/o  | México   | —   | —      |

## Retiros
- Polonia se retiró por lo que fue reemplazado por Reino Unido.
- Hungría se retiró por lo que el COI le ofreció el cupo a Corea del Sur pero está se rehusó por motivos económicos.
- Posteriormente Vietnam del Sur y Turquía se retiraron mientras que Egipto y China boicotearon los Juegos.

## Clasificados para los Juegos Olímpicos
- Australia (anfitrión)
- Alemania Federal
- Bulgaria
- Reino Unido
- Yugoslavia
- Unión Soviética
- Estados Unidos
- India
- Tailandia
- Japón
- Indonesia